# Tupajowate
Tupajowate, wiewiórecznikowate (Tupaiidae) – rodzina ssaków łożyskowych z rzędu wiewióreczników (Scandentia).

## Zasięg występowania
Ssaki należące do tej rodziny występują w południowo-wschodniej Azji, w tym również na Borneo i Filipinach.

## Charakterystyka
Rodzina obejmuje niepozorne, przypominające wiewiórkę nadrzewne ssaki, które jednak chętnie przebywają też na ziemi. Niektóre prowadzą półnaziemny, a inne całkowicie naziemny tryb życia.
Tupajowate nie mają wibrysów. Ich długi ogon jest gęsto owłosiony, służy im do utrzymania równowagi.

## Systematyka
Do rodziny zaliczane są następujące współcześnie występujące rodzaje:
- Dendrogale J.E. Gray, 1848 – dendrogal
- Anathana Lyon, 1913 – anatana – jedynym przedstawicielem jest Anathana ellioti Waterhouse, 1849 – anatana indyjska
- Tupaia Raffles, 1821 – tupaja

Opisano również rodzaje wymarłe:
- Eodendrogale  Tong Yongsheng, 1988[26] – jedynym przedstawicielem był Eodendrogale parva Tong Yongsheng, 1988
- Palaeotupaia Chopra & Vasishat, 1979[27] – jedynym przedstawicielem był Palaeotupaia sivalica Chopra & Vasishat, 1979
- Prodendrogale Qiu Zhuding, 1986[28]
- Sivatupaia Sehgal, A.P. Singh, Gilbert, Patel, Campisano, Selig, Patnaik & N.P. Singh, 2022[29] – jedynym przedstawicielem był Sivatupaia ramnagarensis Sehgal, Singh, Gilbert, Patel, Campisano, Selig, Patnaik & Singh, 2022.